# ETR 600
ETR 600 (nazývané též Nové Pendolino) jsou řadou vysokorychlostních jednotek s naklápěcími skříněmi vyráběných společností ALSTOM Ferroviaria. Jednotky jsou uzpůsobeny na provoz v Itálii.

## Původ
Objednávku na 12 dvousystémových jednotek ETR 600 zadala společnost Trenitalia v roce 2004 souběžně s objednávkou konstrukčně shodných třísystémových jednotek ETR 610 společností Cisalpino, která byla společným podnikem SBB a Trenitalia. První jednotky byly dodány v roce 2007 a vstoupily do služby na linkách Řím-Bari s jízdní dobou 3:59 h a Řím-Reggio Calabria s jízdní dobou 5:14.

## Technické parametry
Jednotky jsou vybaveny vlakovými zabezpečovači ERTMS 2 a SCMT.

## ETR 610
Souběžně s výrobou jednotek ETR 600 byly vyvinuty jednotky ETR 610 (přezdívané jako Cisalpino Due). Liší se především možností provozu na systému 15 kV 16,7 Hz a jsou určeny pro provoz mezi Itálií a Švýcarskem.